# عنايا
عنّايا تلك البلدة التي ذاع صيتها من قرى بلاد جبيل: تبعد عن مركز القضاء 17 كلم وعن العاصمة بيروت 54 كلم.

## تسميتها
«عنّايا» لفظة سريانيّة فسّرها البعض بمعنى المرتّل والمرنّم، والبعض الآخر بمعنى العبّاد والنسّاك وبعض ثالث بمعنى الراعي والغنّام. نستخلص القول إلى أنّ «عنّايا» ربّما تكون هذا الموقع من الجبل فيأتي الرعاة ليرعوا قطعانهم، ولكي لا يشعروا بالوحدة في هذا الموقع المنعزل فيبدأو بالغناء. أو بمعنى آخر فإن «عنّايا» تعني أن الرهبان والنساك يناجون الربّ بترانيمهم وتهاليلهم وصلواتهم.

## تاريخ
بلدة عنّايا أساساً واحدة من مزارع بلاد جبيل انتقل اسمها إلى الدير لمّا ابتاع الرهبان بما لهم أرضاً فيها وشيّدوا لهم ديراً في السنة 1839 وقد أكملوا بناءه والكنيسة في العام 1841 رغم ما حلَّ بهم في سنة 1840 بحلول الجيش المصري في لبنان، بالاستناد إلى روزنامة الدير. إضافة إلى ما سبق، رابية تعلو عن الدير 100 متر، حيث شيّدت محبسة مؤلفة من خمس صوامع ضيّقة يسكنها الحبساء والنساك وبجنبها كنيسة على اسم القديسين بطرس وبولس محاطة بأشجار السنديان الكثيفة.
وهذه المحبسة مع كنيستها سبقتا بناء الدير، وموقعها يُعرف بمحلة «الطور» (أي الجبل في اللغة السريانية)، والمسيحيون كانوا يطلقون عليها اسم «دير التجلي» منذ شرائها سنة 1798.

## موقعها
تعلو عن سطح البحر 1200 متراً، تحدها شمالا: مشمش، جنوباً: كفر بعال، شرقاً: العويني، غرباً: مثلث كوع المسبك الي يربطها مباشرة بمركز القضاء: جبيل، بالقرى المجاورة: إهمج، اللقلوق، العاقورة... نزولاً حتى تنورين من قرى لبنان الشمالي.